# Rolspoiler
Een rolspoiler (Engels spoileron)  is een vliegtuigonderdeel dat net als het rolroer zorgt voor het rollen om de lengteas van het vliegtuig.
Veel verkeersvliegtuigen zijn uitgevoerd met spoilers. Spoilers  zijn stoorkleppen gebruikt om de luchtstroming over de vleugels te verstoren (Engels: to spoil is verpesten, verstoren). Met spoilers wordt de luchtweerstand verhoogd en de lift, de opwaartse kracht die het vliegtuig in de lucht houdt, verkleind.
Door een spoiler bij één vleugel wel omhoog te laten komen en bij de andere niet ontstaat er een verschil in lift tussen beide zijden van het vliegtuig waardoor dit begint te rollen en een verschil in parasitaire weerstand tussen beide zijden van het vliegtuig, waardoor het begint te gieren.
De primaire manier om een vliegtuig te laten rollen is het gebruik van rolroeren. Toch heeft het gebruik van rolspoilers een groot voordeel. Doordat een spoiler evenveel rol kan creëren bij een vliegtuig met minder luchtweerstand is hij zuiniger in het gebruik van brandstof. Bovendien voorkomen rolspoilers in tegenstelling tot rolroeren het haakeffect.